# La Prétière
La Prétière és un municipi francès situat al departament del Doubs i a la regió de Borgonya - Franc Comtat. L'any 2007 tenia 150 habitants.

## Demografia

### Població
El 2007 la població de fet de La Prétière era de 150 persones. Hi havia 67 famílies de les quals 16 eren unipersonals (4 homes vivint sols i 12 dones vivint soles), 31 parelles sense fills, 16 parelles amb fills i 4 famílies monoparentals amb fills.
La població ha evolucionat segons el següent gràfic:
Habitants censats

### Habitatges
El 2007 hi havia 66 habitatges, 65 eren l'habitatge principal de la família i 1 era una segona residència. 56 eren cases i 9 eren apartaments. Dels 65 habitatges principals, 52 estaven ocupats pels seus propietaris i 13 estaven llogats i ocupats pels llogaters; 6 tenien dues cambres, 6 en tenien tres, 12 en tenien quatre i 42 en tenien cinc o més. 54 habitatges disposaven pel capbaix d'una plaça de pàrquing. A 32 habitatges hi havia un automòbil i a 30 n'hi havia dos o més.

### Piràmide de població
La piràmide de població per edats i sexe el 2009 era:
| Homes | Edats   | Dones |
| ----- | ------- | ----- |
| 0     | 95 o +  | 0     |
| 1     | 90 a 94 | 0     |
| 1     | 85 a 89 | 1     |
| 1     | 80 a 84 | 2     |
| 2     | 75 a 79 | 5     |
| 5     | 70 a 74 | 3     |
| 1     | 65 a 69 | 2     |
| 5     | 60 a 64 | 4     |
| 3     | 55 a 59 | 2     |
| 7     | 50 a 54 | 7     |
| 7     | 45 a 49 | 6     |
| 6     | 40 a 44 | 7     |
| 1     | 35 a 39 | 4     |
| 6     | 30 a 34 | 6     |
| 3     | 25 a 29 | 4     |
| 2     | 20 a 24 | 3     |
| 2     | 15 a 19 | 6     |
| 4     | 10 a 14 | 5     |
| 4     | 5 a 9   | 2     |
| 3     | 0 a 4   | 4     |

## Economia
El 2007 la població en edat de treballar era de 100 persones, 79 eren actives i 21 eren inactives. De les 79 persones actives 71 estaven ocupades (36 homes i 35 dones) i 8 estaven aturades (3 homes i 5 dones). De les 21 persones inactives 9 estaven jubilades, 6 estaven estudiant i 6 estaven classificades com a «altres inactius».

### Ingressos
El 2009 a La Prétière hi havia 71 unitats fiscals que integraven 158 persones, la mediana anual d'ingressos fiscals per persona era de 18.834 €.

### Activitats econòmiques
Dels 3 establiments que hi havia el 2007, 1 era d'una empresa extractiva i 2 d'empreses de construcció.
L'any 2000 a La Prétière hi havia 3 explotacions agrícoles.

## Equipaments sanitaris i escolars
El 2009 hi havia una escola elemental integrada dins d'un grup escolar amb les comunes properes formant una escola dispersa.

## Poblacions més properes
El següent diagrama mostra les poblacions més properes.